# Hageböcker Straße (Güstrow)

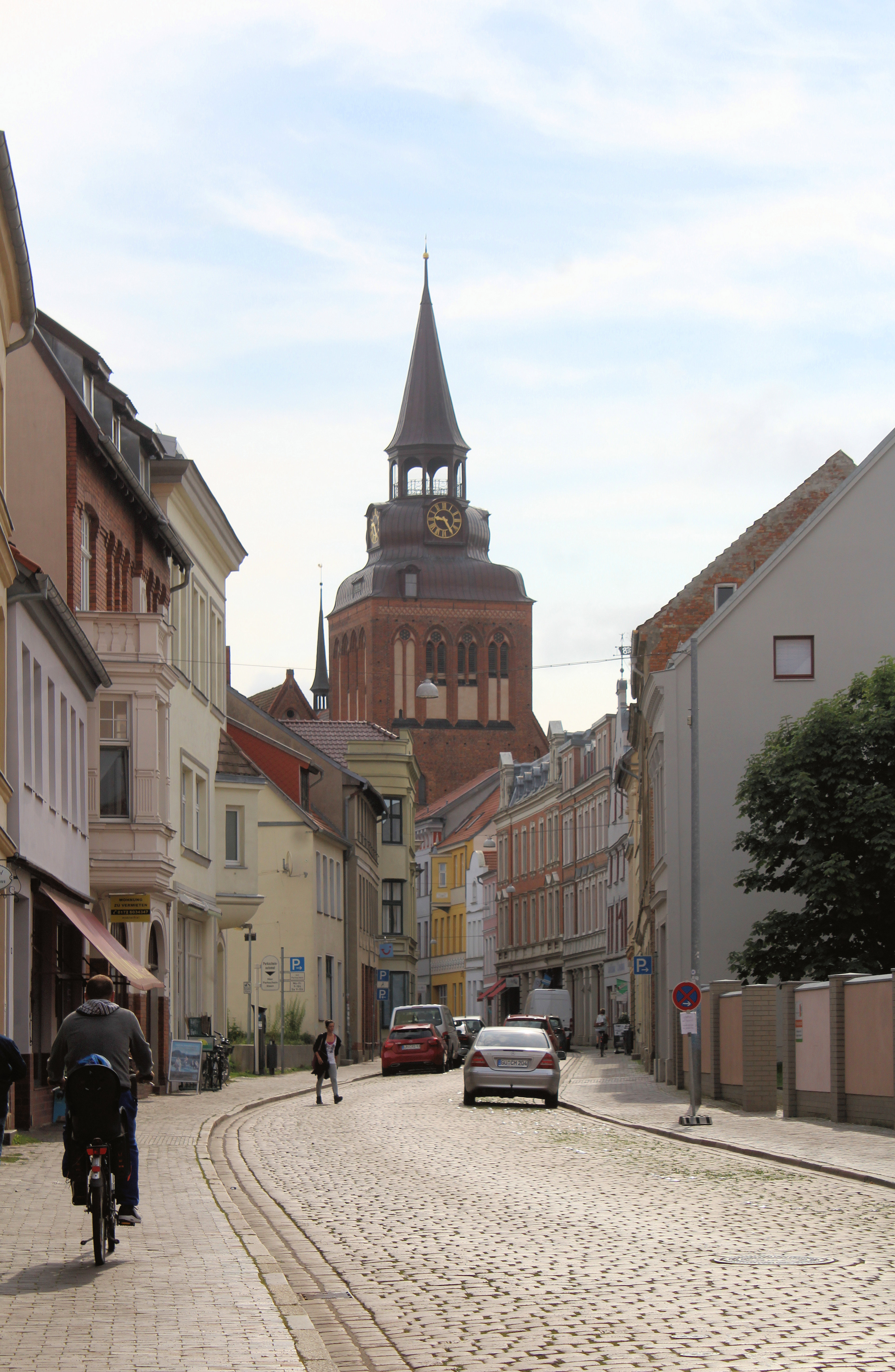
Hageböcker Straße und Pfarrkirche St. Marien

Die historische Hageböcker Straße in Güstrow führt in der westlichen Altstadt in Ost-West-Richtung vom Markt bis zur Ernst-Thälmann-Straße, Lindenstraße und Schweriner Straße (Bundesstraße 104).

## Nebenstraßen

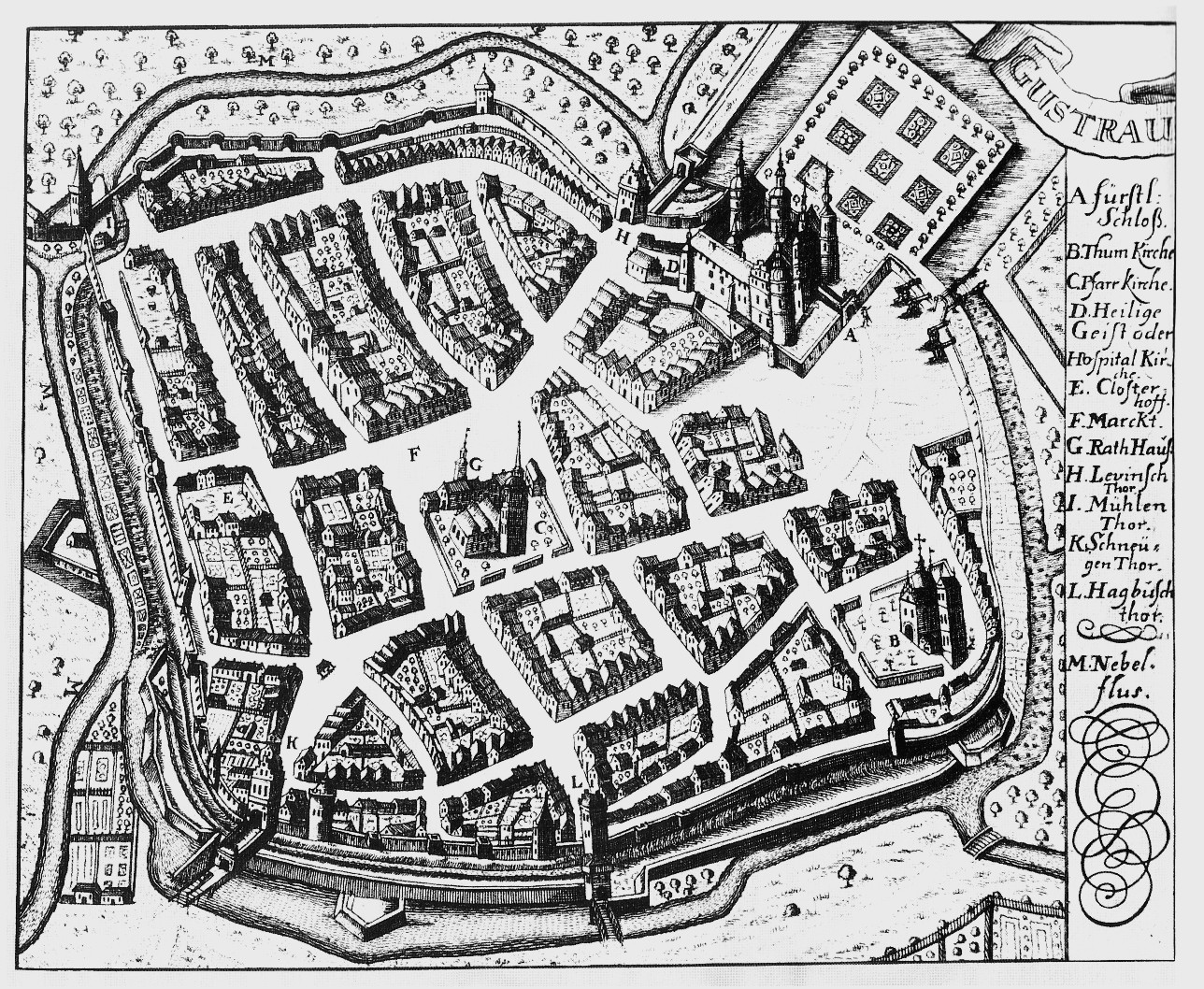
Güstrow 1706

Die Nebenstraßen und Anschlussstraßen wurden benannt als Markt, Katzenstraße, Krönchenhagen, Grüner Winkel (früher Badestubenstraße dann Grünwinke) wohl nach den Vorgärten, Hageböcker Mauer nach der hier ursprünglich verlaufenden Stadtmauer Güstrow (Reste erhalten), Am Wall und Neue Wallstraße nach dem Stadtwall, Lindenstraße nach dem Baum, Ernst-Thälmann-Straße seit nach 1945 nach dem Politiker (KPD) und Schweriner Straße bis 1972 und ab 1991 nach der Landeshauptstadt Schwerin, zu der sie führt.

## Geschichte

### Name
Die Straße soll benannt worden sein nach dem Hagebusch, also der Hagebuche bzw. Hainbuche. Um 1425 wurde sie auch Havelbucksche Strate genannt.
Die Straße hieß in der DDR-Zeit von 1954 bis 1972 Straße der Nationalen Einheit und dann zusammen mit der Schweriner Straße bis 1991 Wilhelm-Pieck-Straße nach Wilhelm Pieck (1876–1960), dem ersten und einzigen Präsidenten der DDR.

### Entwicklung

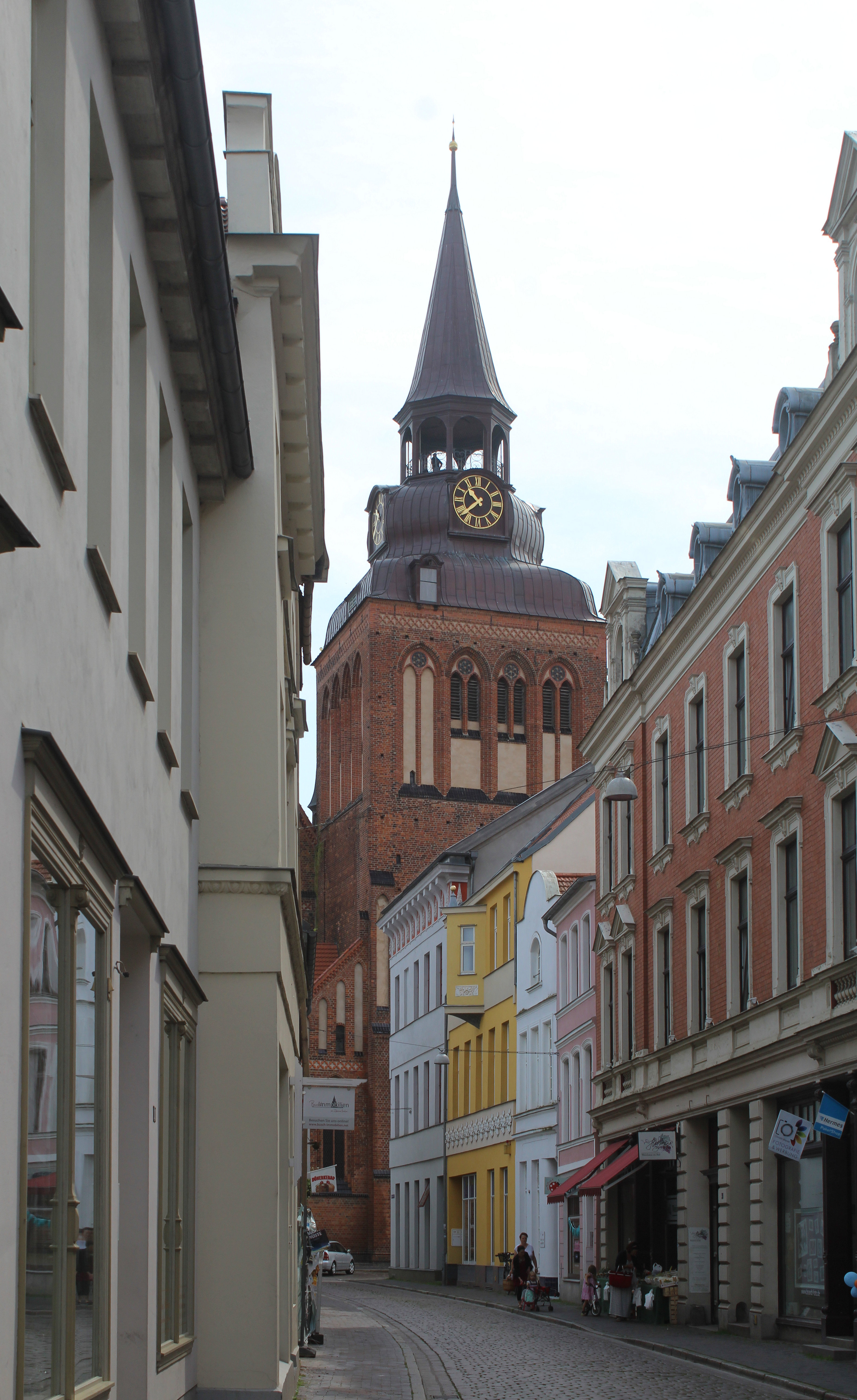
Marienkirche und Nr. 1 bis 5

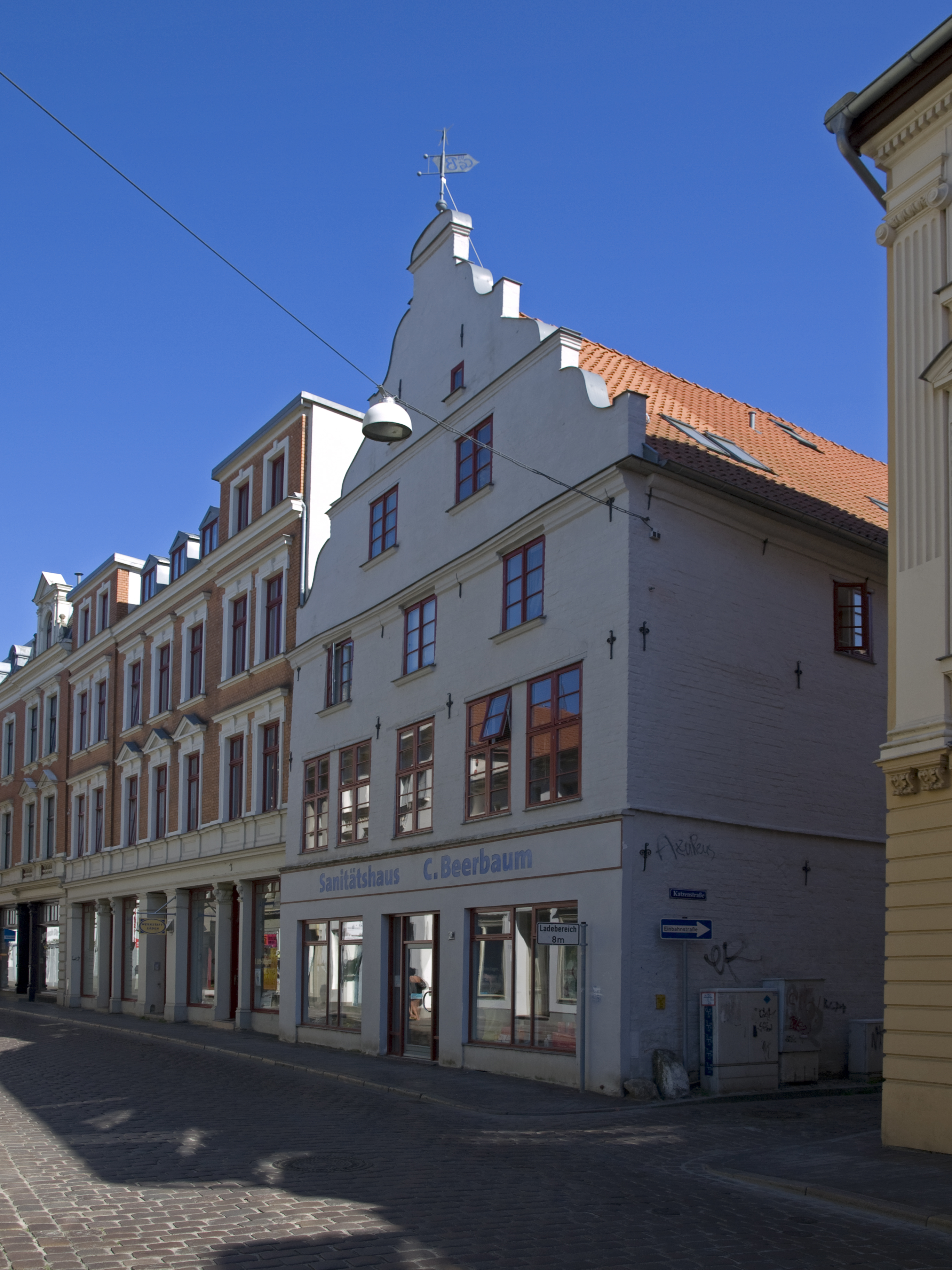
Nr. 5 und 6

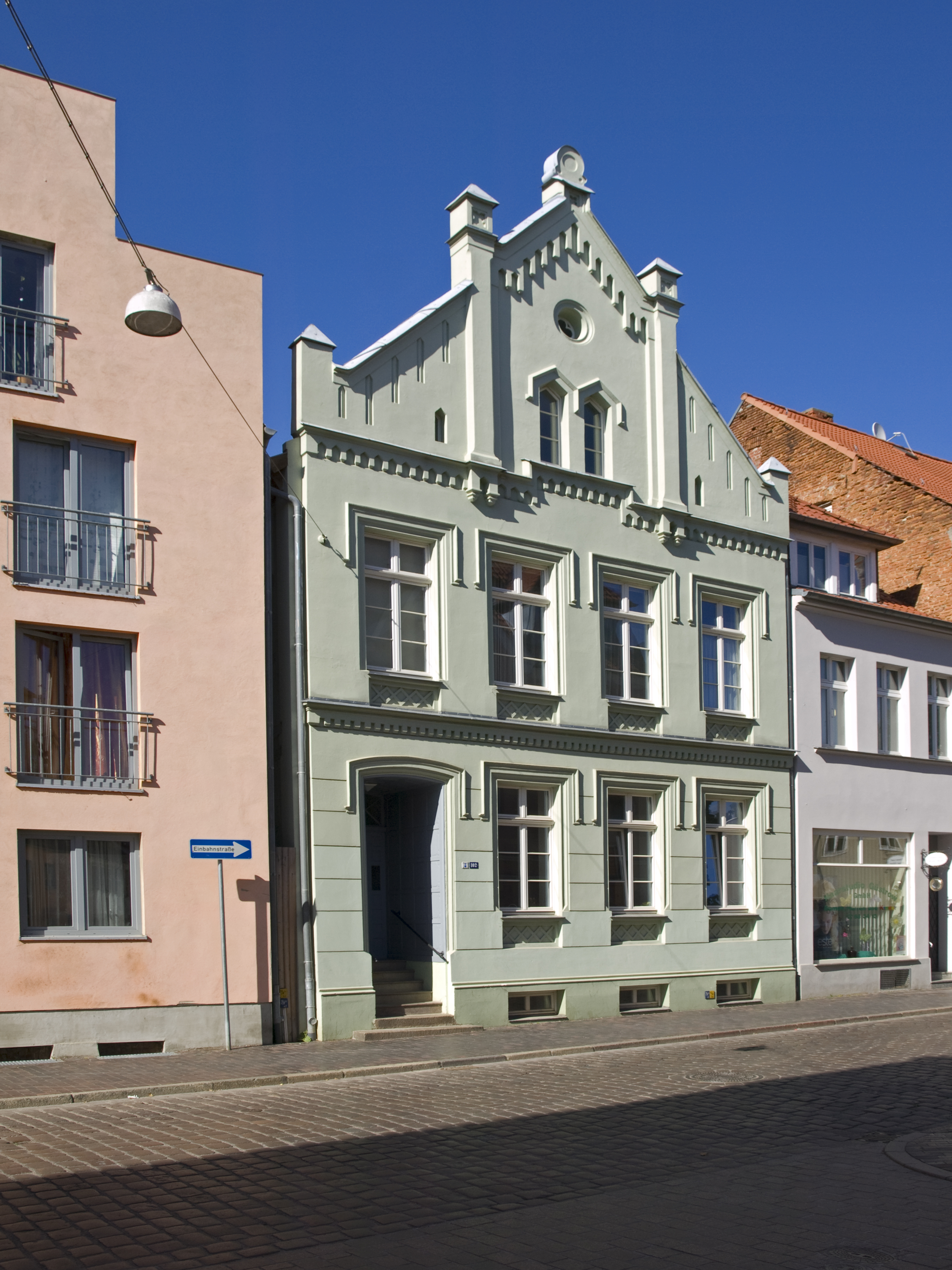
Nr. 102

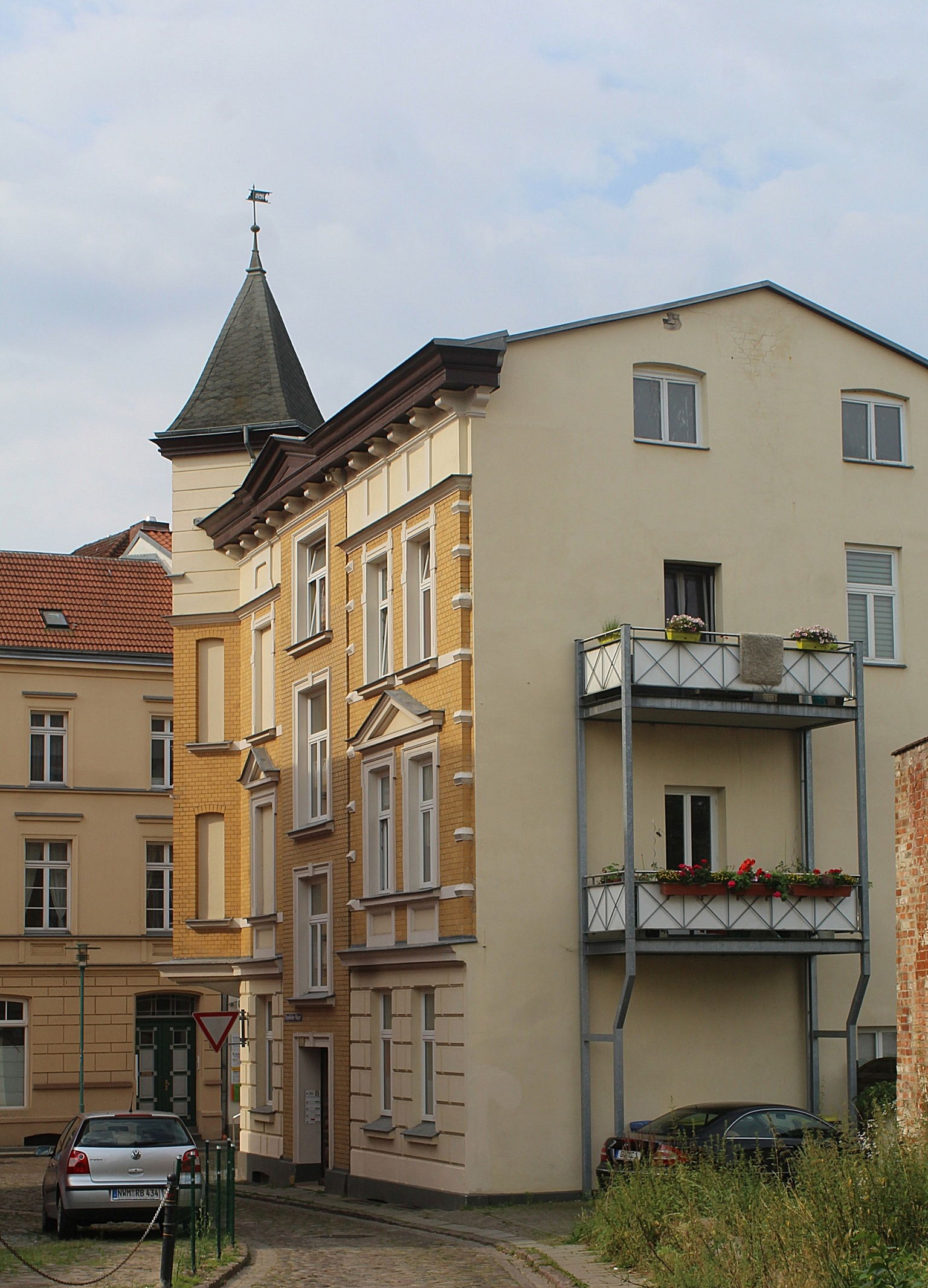
Nr. 100

Güstrow besteht seit etwa 1100 und war von 1229 bis 1436 sowie von 1556 bis 1695 Residenzstadt. Die slawische Burg und Schloss Güstrow prägten den Ort. Nach dem großen Stadtbrand von 1503 wurden viele Häuser neu erbaut.
Die zentrale Straße aus Richtung Schwerin führt direkt zum Markt mit Sicht auf die fünfschiffige spätgotische Pfarrkirche St. Marien von 1508. Im Mittelalter stand westlich vor dem Stadtgraben das Hageböcker Tor. Die Straße war immer eine wichtige Geschäftsstraße mit zahlreichen Läden und Handwerksbetrieben und wurde zu einer wichtigen Einkaufsstraße der Stadt.
Ab 1991 wurde die historische Altstadt als früheres Nationales Flächendenkmal und nun Modellstadt der Städtebauförderung saniert, und so auch die Straße und viele Häuser.

## Gebäude, Anlagen (Auswahl)
An der Straße stehen zumeist zwei- bis dreigeschossige Häuser. Die mit (D) gekennzeichneten Häuser stehen unter Denkmalschutz. Die fehlenden Straßennummern von 27 bis 89 finden sich an der heutigen Schweriner Straße (siehe oben bei Name).
- Markt Nr. 32, Ecke Hageböcker Straße: 3-gesch. siebenachsiges Wohn- und Geschäftshaus (D) mit Mezzaningeschoss, wuchtigem Kraggesims sowie vier ionischen Pilastern; früher der Fürstenhof
- Markt Nr. 33, Ecke Hageböcker Straße: 3-gesch. Wohn- und Geschäftshaus (D) mit Kraggesims und Mezzaningeschoss

Südseite von West nach Ost
- Nr. 1: 3-gesch. um 1996 saniertes Wohn- und Geschäftshaus
- Nr. 2: 3-gesch. Wohnhaus und Gaststätte (D)
- Nr. 3: 3-gesch. Wohn- und Geschäftshaus (D)
- Nr. 4: 3-gesch. historisierendes, saniertes Wohn- und Geschäftshaus (D)
- Nr. 5: 3-gesch. verklinkertes, saniertes Wohn- und Geschäftshaus
- Nr. 6: 3-gesch. Wohnhaus mit Hintergebäude (D), Treppengiebel, saniert und Bauherrenpreis 2005
- Nr. 7: 2-gesch. Wohn- und Geschäftshaus mit Hintergebäude (D)
- Nr. 8: 3-gesch. Wohnhaus mit Kemlade (D)
- Nr. 9: Wohn- und Geschäftshaus mit Bestattungshaus seit 1871
- Nr. 10: Um 2019 sanierte Wohn- und Geschäftshaus
- Nr. 12: 2-gesch. klassizistisches Wohn- und Geschäftshaus, Güstrower Bauherrenpreis 2018 für die gelungene Sanierung
- Nr. 13: 2-gesch. Gast- und Logierhaus ab 1783 erwähnt, Gastwirt Carl Kaden war hier von 1902 bis um 1950, zu DDR-Zeiten Hotel Stadt Schwerin, 1970 abgerissen, seitdem Parkplatz
- Nr. 17, Ecke Grüner Winkel Nr. 21: 3-gesch. Eckhaus mit Restaurant sowie 3- und 4-gesch. Giebelrisaliten; zuvor bis um 1985 2-gesch. Haus mit Krüppelwalmdach
- Nr. 18: 3-gesch. um 1996 saniertes Wohn- und Geschäftshaus
- Nr. 19: Apotheke am Wall
- Wallanlagen mit Stadtwäldchen und Stadtgraben
- Kiosk am Wall, früher russischer Beobachtungsposten am Lazarett

Nordseite von West nach Ost
- Nr. 99: 3-gesch. Wohnhaus mit Hintergebäude (D), saniert in den 1990er Jahren
- Nr. 99a: 3-gesch. klassizistisches ehemaliges Eichamt (D), markantes Zinnen-Gesims im Tudorstil mit vier gliedernden Pilaster-Fialen
- Nr. 100: 3- bis 4-gesch. gründerzeitliches, historisierendes, gelbverblendetes Wohnhaus (D), eckbetonendes Türmchen mit spitzem Zeltdach
- Nr. 101: 4-gesch. neueres (um 2005) rotes Wohn- und Geschäftshaus mit altem denkmalgeschützten Keller (D), früher als Nr. 24 ein 2-gesch. Giebelhaus mit Konsumladen, 1985 wurde das Baumhaus von 1636 abgerissen
- Nr. 102: 2-gesch. klassizistisches Wohnhaus und Hintergebäude (D), Giebel mit markanten Filialen, saniert in den 1990er Jahren
- Nr. 103: 2-gesch. Wohn- und Geschäftshaus, saniert in den 1990er Jahren
- Nr. 106: 2-gesch. Wohn- und Geschäftshaus (D)
- Nr. 107: 3-gesch. saniertes Wohn- und Geschäftshaus von 1904 mit Erker
- Nr. 108: Ehemals Kabischhof (benannt nach dem Seifensieder Kabisch), Vorderhaus und mehrere Hofbauten, Brand um 1927, Vorderhaus 1968 gesperrt und 1971 mit den Hofbauten abgebrochen; seitdem Baulücke
- Nr. 109a: 2-gesch. Wohn- und Geschäftshaus aus der zweiten Hälfte des 19. Jh., Kern vermutlich älter, saniert
- Nr. 109b: 3-gesch. Fachwerkgebäude von um 1900 (Kern älter), zeitgleich errichteter Fachwerk-Seitenflügel zum Krönchenhagen, innere Veränderungen von 1980; saniert
- Nr. 110: 3-gesch. Wohn- und Geschäftshaus (D), saniert um 1994/95
- Nr. 111: 3-gesch. Wohn- und Geschäftshaus (D), saniert um 1994/95
- Nr. 112: 2-gesch. Wohn- und Geschäftshaus und Hintergebäude (D), saniert um 1994/95
- Nr. 113: 3-gesch. Wohn- und Geschäftshaus (D), Abriss 2016 verfügt[3]
- Nr. 115: 2-gesch. Wohn- und Geschäftshaus mit denkmalgeschützter Haustür (D); mit Restaurant

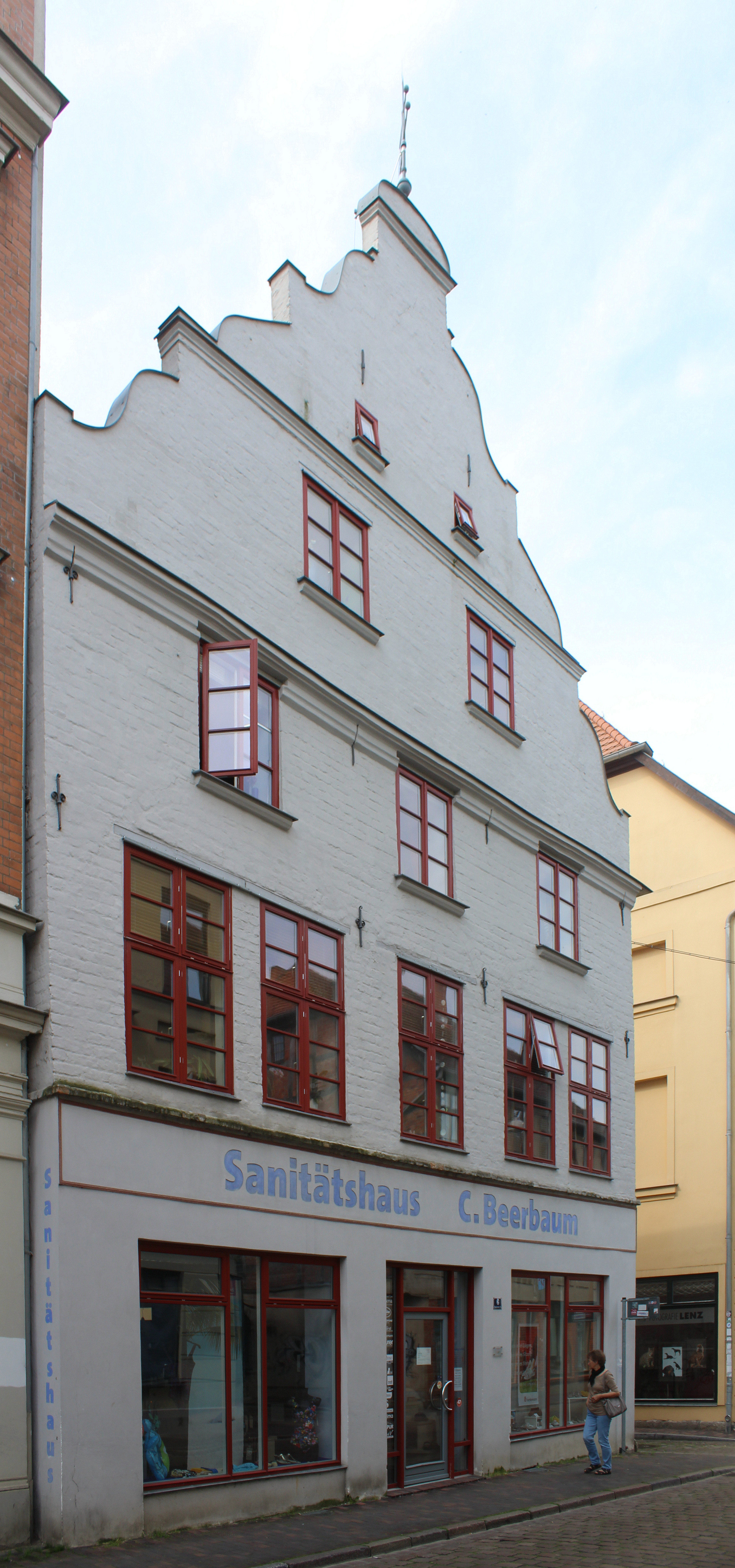
Nr. 6
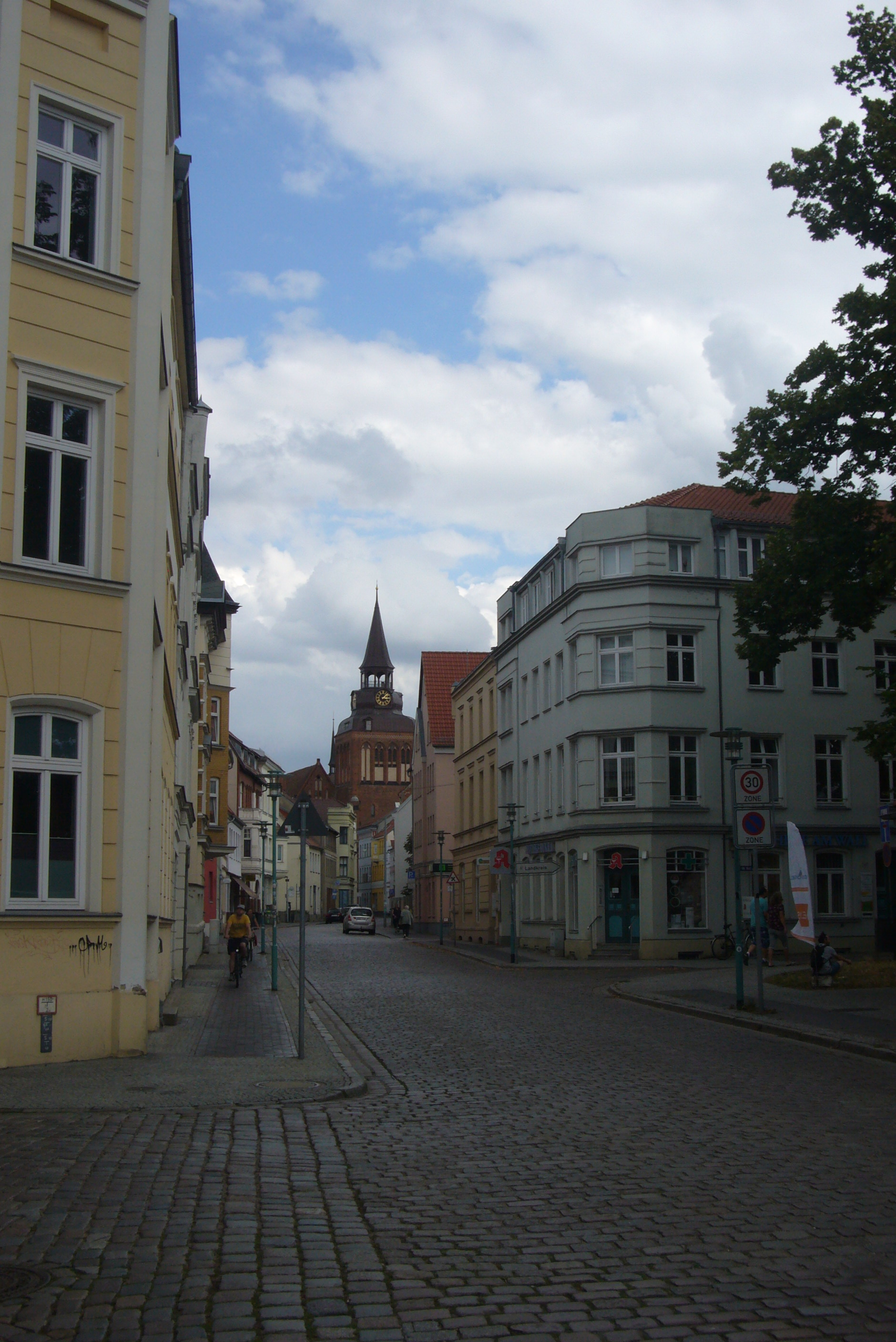
Blick von der Straße Hageböcker Mauer